# Südliche Bulldoggfledermaus
Die Südliche Bulldoggfledermaus oder Flachkopf-Mastino-Fledermaus (Ozimops planiceps) ist ein im südöstlichen Australien endemisches Fledertier in der Familie der Bulldoggfledermäuse. Die Population galt früher als Synonym der Loria-Mastino-Fledermaus (Ozimops loriae) und beide Arten galten noch bis 2015 als Mitglieder der Gattung Mastino-Fledermäuse (Mormopterus).

## Merkmale
Erwachsene Exemplare erreichen eine Kopf-Rumpf-Länge von 50 bis 56 mm, eine Schwanzlänge von 27 bis 35 mm und ein Gewicht von 6,5 bis 12 g. Die Unterarme sind 32 bis 36 mm lang und die Länge der Ohren beträgt 7,5 bis 12 mm. Oberseits kommt graubraunes bis hellbraunes Fell vor und die Unterseite ist meist etwas heller. Deutlichstes Unterscheidungsmerkmal zu anderen Gattungsvertretern ist der mindestens 7,5 mm und allgemein 9 mm lange Penis der Männchen, der länger als bei anderen Ozimops-Arten ist. Anders kann die Art leicht mit der Ride-Bulldoggfledermaus (Ozimops ridei) verwechselt werden. Die Lumsden-Bulldoggfledermaus (Ozimops lumsdenae) ist allgemein größer und die Inland-Bulldoggfledermaus (Ozimops petersi) hat helleres Fell. Bei dieser Art haben die Gene Varianten (Allele), die nicht bei anderen Gattungsvertretern vorkommen.

## Verbreitung
Die Südliche Bulldoggfledermaus ist in den australischen Bundesstaaten New South Wales, Victoria und South Australia verbreitet. Sie lebt auch auf Kangaroo Island. Früher zugerechnete Populationen weiter südwestlich und an der australischen Ostküste zählen seit 2019 zu anderen Arten. Die jährliche Niederschlagsmenge der Region liegt zwischen 250 und 900 mm. Als Habitat dienen mehr oder weniger feuchte offene Wälder, Strauchflächen, Ackerland und Siedlungen.

## Lebensweise
Diese Bulldoggfledermaus ruht am Tage in Baumhöhlen oder wenig genutzten Gebäuden. Sie verlässt ihr Versteck zum Ende der Dämmerung und fliegt bis zu 12 km weit entfernten Orten. Die Tiere bilden Kolonien mit mehreren hundert Mitgliedern und können das Versteck mit Scotorepens balstoni, mit Vertretern der Gattung Vespadelus (beide Eigentliche Glattnasen) oder mit der Schokoladen-Lappenfledermaus (Chalinolobus morio) teilen. Die Jagd auf Insekten findet vorwiegend über dem Grund, über den Baumkronen oder im Umfeld von Laternen statt. Dabei werden bevorzugt Schnabelkerfe von 2 bis 4 mm Länge und Käfer von 4 bis 14 mm Länge gefangen, die mit Fliegen, Ameisen und Termiten komplettiert werden. Der Anteil von Nachtfaltern ist auffällig gering.
Die im Frühjahr und Sommer produzierten Spermien der Männchen werden bis zum Südwinter (März bis September) in den Hoden aufbewahrt. Nach der Paarung bleiben diese ein bis zwei Monate im weiblichen Geschlechtstrakt vor der Befruchtung der Eizellen. Die Geburt des einzelnen Nachkommen erfolgt im Südsommer (Dezember oder Januar). Weibchen sind zum Ende des ersten Lebensjahres geschlechtsreif.

## Gefährdung
Die Fällung älterer Bäume, die viele Hohlräume enthalten, und die intensivere Nutzung von Gebäuden kann sich negativ auswirken. Für die Art wurde eine geringe Bestandsabnahme registriert doch die Gesamtpopulation gilt weiterhin als groß. Die IUCN listet die Südliche Bulldoggfledermaus als nicht gefährdet (least concern).